# Westelbeers
Westelbeers is een buurtschap die deel uitmaakt van de gemeente Oirschot, in de Nederlandse provincie Noord-Brabant, gelegen in regio de Kempen. Net zoals de meeste andere gehuchten en buurtschappen beschikt ook Westelbeers niet over een bebouwde kom. Op 1 januari 2023 telde de buurtschap 380 inwoners, verdeeld over 117 woningen, met een gemiddelde WOZ-waarde van € 569.000, op een oppervlakte van 11,13 km².

## Geschiedenis
Westelbeers behoorde oorspronkelijk tot de heerlijkheid Hilvarenbeek. Nadat in 1789 het ancien régime werd afgeschaft, ging menige kern, en ook Westelbeers, onafhankelijk van de heerlijkheid opereren. In 1803 is Westelbeers bij Middelbeers en Oostelbeers gevoegd, en tot 1997 behoorde Westelbeers tot de gemeente Oost-, West- en Middelbeers. Daarna is deze gemeente in haar geheel bij Oirschot gevoegd.
Westelbeers is een gehucht op ongeveer 20 meter boven zeeniveau, ten westen van een vennengebied, en is gelegen tussen de Spreeuwelse Heide en de Landschotse Heide. Ongeveer drie kilometer ten noordnoordoosten van Westelbeers ligt Middelbeers. Het bestaat uit een paar langgerekte groepjes huizen langs de Voldijnseweg, Broekeindseweg, Spreeuwelsedijk, de Straatsedijk en de Schepersweg. Te midden ervan bevindt zich het riviertje de Groote Beerze, met een omleidingskanaal ten westen van Middelbeers. Ten zuiden van Westelbeers ligt het Westelbeerse Broek aan dit riviertje. Het behoort tot de beheerseenheid Dal van de Groote Beerze van het Brabants Landschap.
In 2005 heeft men het dal van de Groote Beerze weer in natuurlijke staat teruggebracht. Bij de Schepersweg is een vistrap aangebracht. Het bermpje, de beekprik en de kleine modderkruiper zijn vissoorten die van een dergelijke voorziening profiteren. Tijdens de werkzaamheden zijn fundamenten van een boerderij aan het licht gekomen, die van de 12e tot de 14e eeuw moet hebben bestaan.
Een enkele langgevelboerderij is tegenwoordig nog te vinden aan de Straatsedijk en de Schepersweg.

## Mariakapel
In 1621 werd melding gemaakt van de Mariakapel aan de Spreeuwelsedijk. Het betrof een houten capelleken of huysken aldaer, daerinne wort gehouden memorie van Onse Lieve Vrouwe ende Sint Job, d'welck teenemael in den gront was bedorven van de rebellen van syne conincklyke maiesteyt ende daernae weder opgericht. Genoemde verwoesting vond waarschijnlijk in 1580 plaats, tijdens de Tachtigjarige Oorlog. In 1637 is het houten gebouwtje door een stenen kapelletje vervangen. Waarschijnlijk is dit gebeurd naar aanleiding van de pestepidemie, die de Beerzen (Oost-, West- en Middelbeers) zwaar trof. Toen is ook de traditie van de Beerse bedevaart naar Scherpenheuvel begonnen.

## Recreatie
Ten westen van Westelbeers bevindt zich een grote camping. Dit is de enige voorziening, want een dorpskern, kerk, of winkels heeft Westelbeers niet.

## Naburige kernen
Baarschot, Middelbeers, Netersel, Lage Mierde, Casteren